# Кедозеро (озеро, Архангельская область)
Кедозеро — озеро на территории Нименьгского сельского поселения Онежского района Архангельской области.

## Общие сведения
Площадь озера — 2,2 км², площадь водосборного бассейна — 5,05 км². Располагается на высоте 63,6 метров над уровнем моря.
Форма озера лопастная, продолговатая: вытянуто с северо-востока на юго-запад. Берега изрезанные, каменисто-песчаные, местами заболоченные.
С западной стороны озера вытекает Кедручей, который с правого берега втекает в реку Нименьгу, впадающую в Онежскую губу Белого моря (Поморский берег).
В озере расположены восемь безымянных островов различной площади.
Вдоль восточного берега озера проходит дорога местного значения, а также к востоку от озера расположена деревня Юдмозеро
Нименьгского сельского поселения.
Код объекта в государственном водном реестре — 03010000211102000009303.